# Kościół w Hellvi
Kościół w Hellvi – świątynia należąca do diecezji Visby Kościoła Szwecji. Znajduje się w północno-wschodniej części Gotlandii.

## Architektura
Na portalu prezbiterium tutejszej świątyni widnieje napis runiczny, wedle którego kościół zbudował niejaki Lafrans Botvidarson. Najstarszą częścią świątyni jest romańska wieża. Główna jej część zawaliła się z powodu burzy w 1534 roku, stąd dzisiaj jej nietypowy kształt. Nawa i prezbiterium pochodzą z połowy XIII wieku i reprezentują wczesny styl gotycki. Wewnątrz nawa rozdzielona jest dwiema centralnymi kolumnami. Prezbiterium powstało na planie kwadratu, nie posiada absydy. Od wschodu kościół kończy się trzema gotyckimi oknami. W 1926 roku przeprowadzono remont kościoła.

## Wnętrze

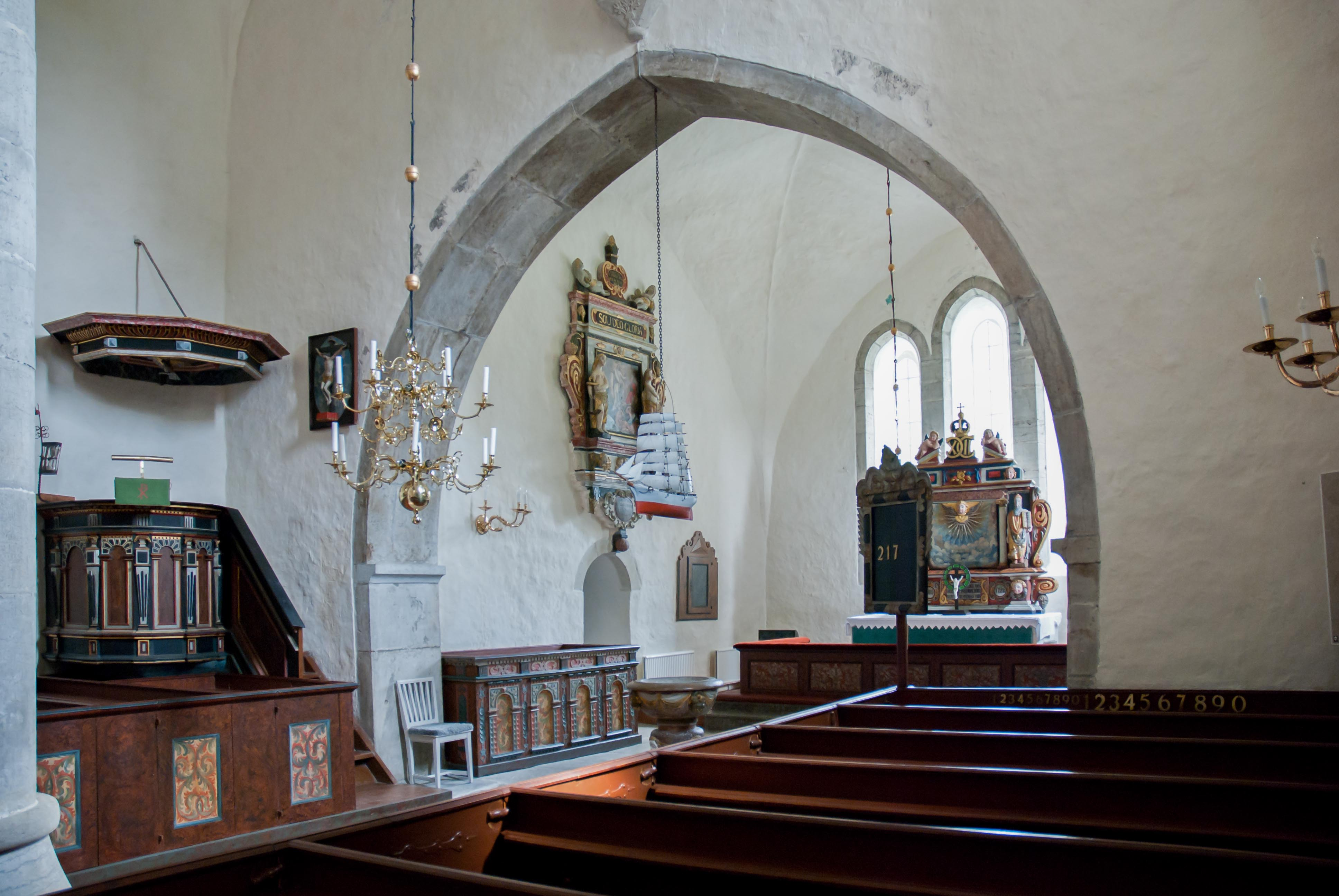
Wnętrze

Na ołtarzu widnieją inicjały króla szwedzkiego Karola XII oraz data 1726. Ambona jest starsza, gdyż pochodzi z 1633 roku. Galeria w północno-zachodnim narożniku powstała w 1704 roku, a jej fundatorami było 16 szyprów z Sønderborg na wyspie Als w Danii, co świadczy o zażyłych morskich kontaktach międzynarodowych. Chrzcielnica pochodzi z XVII wieku, ale jej miedziana misa powstała w 1704 roku i również jest podarunkiem od duńskich marynarzy. Epitafium także pochodzi z XVII wieku.